# خورخه فرانکو
خورخه فرانکو آلویز (اسپانیایی: Jorge Franco Alviz‎؛ زادهٔ ۲۹ اکتبر ۱۹۹۳) که با نام بورگی (اسپانیایی: Burgui‎) هم شناخته می‌شود، یک بازیکن فوتبال اهل اسپانیا است که در پست وینگر به شکل قرضی از رئال مادرید برای اسپورتینگ گیخون در لا لیگا بازی می‌کند.
از باشگاه‌هایی که در آن بازی کرده‌است می‌توان به باشگاه فوتبال رئال مادرید سی، رئال مادرید کاستیا و اسپانیول اشاره کرد.